# Stanisław Wędkiewicz

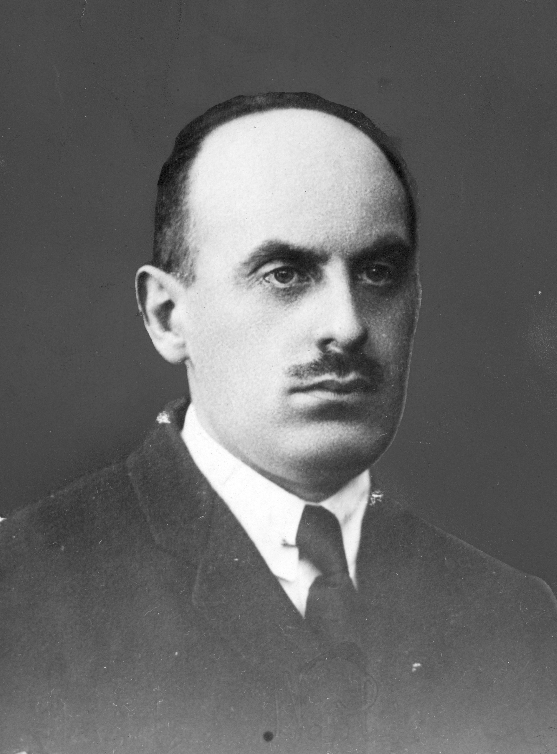
Stanisław Wędkiewicz

Stanisław Wędkiewicz, född 14 mars 1888 i Rzeszów, Galizien, död 8 maj 1963 i Kraków, var en polsk filolog.
Wędkiewicz blev filosofie doktor i Wien 1911, vistades under perioden september 1916 till juli 1918 i Sverige och skrev då La Suède et la Pológne. Essai d'une bibliographie des publications suédoises concernant la Pológne (Stockholm, 1918). Efter återkomsten till Polen utgav han Polskie rzeczy w języku szwedzkim (Polska ord i svenska språket, 1919) samt var professor i romansk filologi 1919–21 i Poznań, 1921–34 i Kraków och slutligen 1934–39 i Warszawa. 
Wędkiewicz skrev vidare en rad vetenskapliga arbeten i romansk filologi, bland annat behandlande italienska dialekter, och Chłopi Reymonta w Szwecji (Władysław Reymonts "Bönderna" i Sverige; 1925). Som redaktör för tidskriften "Przegląd współczesny" i Kraków (1922–39) ägnade han stor uppmärksamhet åt Sverige och svenska förhållanden.